# 三鼎不動產投資信託基金
三鼎不動產投資信託基金（簡稱三鼎，臺證所：01005T）是臺灣大陸工程、誠品、頂好企業擔任發起人的不動產投資信託（REITs），成立於2006年6月20日，基金規模為新台幣38.5億元，掛牌價為新台幣10元，以一千個受益權為交易單位。
三鼎所擁有的三棟大樓包括前瞻21大樓（臺北市南京東路五段1號1-13F，3號1-12F，商業辦公大樓）、香檳大樓（臺北市忠孝東路四段67號，百貨商場）及誠品物流大樓（桃園市蘆竹區南崁路二段81號1-6樓）。
2012年3月30日起因清算案終止上市。

## 清算案
2010年7月三鼎由於市價與淨值落差過大，套利空間達40%，由野村證券出面，結合大量持有的壽險公司及市場大戶，向受託機構提出清算申請。10月28日，召開受益人會議，通過清算案，送交金管會在兩個月內決定准駁。2011年1月7日野村證券台北分公司可能不具不動產仲介經紀業務資格，受託機構台新銀行需要補正說明，才能完成向金管會申報的變更信託計畫內容。2月21日金管會為保障受益人權益，決議函請受託機構重新修正清算案。7月6日召開受益人會議，已順利通過清算下市計劃，並獲金管會許可。11月24日標售全部資產，得標人為三商美邦人壽及新光人壽，得標金額為90.568億元。

## 收益分配
| 2007年 | 2008年 | 2009年 | 2010年 | 2011年 | 2012年           |
| ------ | ------ | ------ | ------ | ------ | ---------------- |
| 161    | 346    | 371    | 364    | 378    | 9230+14567=23797 |

- 收益分配為每壹仟個受益權單位所分配之現金收益，單位為新台幣。
- 收益分配日為每年度3月31日。

## 外部連結
- 公開資訊觀測站－不動產投資信託受益證券（页面存档备份，存于）
- 公開資訊觀測站－REITs公告彙總查詢（收益分配）
- 誠品（三鼎REITs）（页面存档备份，存于）